# Le Médaillon fatal
Pour plus de détails, voir Fiche technique et Distribution.
Le Médaillon fatal (A Place of One's Own) est un film anglais réalisé par Bernard Knowles et sorti en 1945.

## Fiche technique
- Titre original : A Place of One's Own
- Titre français : Le Médaillon fatal
- Réalisation : Bernard Knowles
- Scénario : Osbert Sitwell Brock Williams
- Musique : Hubert Bath
- Direction artistique : John Elphick
- Costumes : Elizabeth Haffenden
- Photographie : Stephen Dade
- Son : B.C. Sewell
- Production : R.J. Minney
- Société(s) de production : Gainsborough Pictures
- Pays de production :  Royaume-Uni
- Langue originale : anglaise
- Format : noir et blanc
- Genre : drame
- Durée : 92 minutes
- Dates de sortie :
  - Royaume-Uni : 20 mars 1945
  - France : 8 juin 1949
- Classification (facult.)

## Distribution
- Margaret Lockwood : Annette
- James Mason : Smedhurst
- Barbara Mullen : Mrs Smedhurst
- Dennis Price : Dr Selbie
- Helen Haye : Mrs Manning Tutthorn
- Michael Shepley : Maj Manning Tutthorn
- Dulcie Gray : Sarah